# Jacek Uglik
Jacek Uglik (ur. 5 kwietnia 1976 w Zielonej Górze) – polski filozof i poeta.

## Życiorys
Absolwent Uniwersytetu Zielonogórskiego (kierunek filozofia). Ukończył studia doktoranckie na tej uczelni uzyskując w 2006 stopień doktora nauk humanistycznych w dyscyplinie filozofia. W 2016 uzyskał na Uniwersytecie Wrocławskim stopień doktora habilitowanego w dyscyplinie filozofia (specjalność: filozofia społeczna). Zajmuje się głównie filozofią rosyjską i niemiecką XIX wieku. W latach 2004–2020 prowadził serwis internetowy poświęcony filozofii rosyjskiej, powstały na Uniwersytecie Zielonogórskim.
Pracuje na stanowisku profesora w Instytucie Filozofii Uniwersytetu Zielonogórskiego, od roku 2017 jest jego dyrektorem.
Laureat pierwszej nagrody konkursu im. Andrzeja Wanata (2003), organizowanego przez miesięcznik Teatr. W latach 1996–2005 wydawał artzine`a "Blasfemia".
Współpracował i współpracuje stale z kilkoma pismami kulturalnymi (eseje, szkice, recenzje dotyczące literatury, filmu i dramatu współczesnego), społecznymi i sportowymi (artykuły dotyczące speedway`a), m.in. z łódzkim "Obywatelem", białostocką "Kulturą", rzeszowską "Frazą", portalem "Panorama Kultur", wrocławskim "Słowem Sportowym".

## Publikacje

### Książki
- Jeszcze nie całkiem umarły, Portret, Olsztyn 2005, ISBN 83-917072-9-6
- Michała Bakunina filozofia negacji, Aletheia, Warszawa 2007, ISBN 978-83-61182-08-5
- Dostojewski, czyli rzecz o dramacie człowieka, IFiS PAN, Warszawa 2014.
- Aleksandra Hercena dyskurs o człowieku, czyli projekt rosyjskiej filozofii otwartej, IFiS PAN, Warszawa 2016.
- Trzeba by jakoś umrzeć, Zaułek Wydawniczy "Pomyłka", Szczecin 2017.

### Wybrane wiersze
- Kawałek na trąbkę i fortepian, w: Akant, 2002, nr 12;
- (…)wyjechałem; (…) pieści brzeg filiżanki, w: Arkusz, 2003, nr 3;
- Nakarmić kruki; Kulturalne miasto Europy; (…) krótko ostrzyżony chłopak, w: Autograf, 2002, nr 4;
- (…) a noc szła; (…) twoje uda czerwone; któregoś dnia, w: Portret, 2007, nr 1;
- Łóżko Dostojewskiego; Ślepa w taksówce, w: Protokół Kulturalny, 2001, nr 1/2;
- Niebieski garbus rocznik `67. TRV 469; (…) zjada, rzeźba; odwrócona, w: Czas Kultury, 2003, nr 6;
- z cyklu: Rozmowa z Jakubem, w: Kresy, 2007, nr 3;
- Wagon; Wierszyk o nas, w: Rita Baum, 2001, nr 4;
- zza osmolonej szyby autobusu, w: Undergrunt, 2004, nr 1-2;
- Tydzień w morzu – Kursk; (…) dzień w którym, w: Lewą Nogą, 2002, nr 14;
- (…) całe miasto w to miejsce przychodzi, w: Fraza, 2009, nr 3-4.

### Wybrane artykuły
- Bałkański blues. Szkic o Dejanie Dukovskim, w: Obywatel 2003, nr 3;
- Charles Bukowski. Dajcie mi jeszcze kielicha!, w: Czas Kultury, 2003, nr 4;
- Czechom wszystko wychodzi lepiej. Szkic o Petrze Zelence, w: Obywatel 2004, nr 4;
- Człowiek zbuntowany. Bakunina i Stirnera zmagania z wolnością, w: Colloquia Communia 2005, nr 1-2 (78-79);
- Dostojewski – pokora i poniżenie, w: Fraza, 2006, nr 1-2 (51-52);
- Frank O`Hara. Śnieg jest po prostu śniegiem, w: Rita Baum, 2003, nr 7;
- Fuck Off. Szkic o Martinie McDonaghu, w: Obywatel 2003, nr 5;
- Heglowskie inspiracje Michała Bakunina. O rzeczywistości tego, co rozumne i rozumności tego, co rzeczywiste, w: Principia, 2005–2006, tom XLIII-XLIV;
- Heglowskie inspiracje Michała Bakunina. Wokół negatywnego principium, w: Kwartalnik Filozoficzny, 2007, tom XXXV, zeszyt 4;
- Idealizm etyczny Johanna Gottlieba Fichtego jako wprowadzenie do filozofii negacji Michała Bakunina, w: Nowa Krytyka, 2009, nr 22-23;
- Jak ciemno, a przecież już wiosna. Szkic o Janosu Hay, w: Obywatel, 2007, nr 1;
- Jak natalie wood przed utonięciem. Szkic o Igorze Bauersima, w: Obywatel, 2006, nr 5;
- Każdemu według jego pragnień. Szkic o Luisie Bunuelu, w: Obywatel 2003, nr 3;
- Kilka ostrych zdjęć. Szkic o Marku Ravenhillu, w: Obywatel 2003, nr 4;
- Ludwig Feuerbach`s conception of the religious alienation of man and Mikhail Bakunin`s philosophy of negation, w: Studies in East European Thought, 2010, nr 1;
- Marcin Świetlicki. Pięćdziesiątka z grejpfrutem, w: Fraza, 2005, nr 4;
- Miłość, która obudzi śpiącą w tobie śmierć. Szkic o Sarah Kane, w: Obywatel, 2003, nr 6;
- Obraz Rosji w polskiej myśli filozoficznej XIX wieku, w: W. Rydzewski, L. Augustyn (red.), Granice Europy, granice filozofii, Kraków 2007;
- Piłka i pudełko po torcie. Szkic o Iwanie Wyrypajewie, w: Obywatel, 2007, nr 2;
- Praska ironia. Szkic o Bohumilu Hrabalu, w: Obywatel 2003, nr 5;
- Prawosławie i katolicyzm w myśli Fiodora Dostojewskiego, w: Przegląd Filozoficzny, 2003, nr 2;
- Przetrwanie przez negację. Szkic o Gianinie Carbunariu, w: Obywatel, 2005, nr 6;
- Śpiewam o tym, co widzę. Szkic o Mikołaju Koladzie, w: Obywatel 2004, nr 1;
- Tadeusz Różewicz – poeta śmietników, w: Obywatel, 2005, nr 4;
- Ty wiesz, kto zabił Laurę Palmer – o filmach Davida Lyncha, w: Kultura, 2003, nr 6;
- Tyle dźwigów za oknem. Szkic o Jose Marii Vieira Mendesie, w: Obywatel, 2006, nr 6;
- W Estonii kobiety są jeszcze kobietami. Szkic o Jussim Niileksela i Mihkelu Ulmanie, w: Obywatel, 2006, nr 4;
- W Serbii, czyli nigdzie. Szkic o Biljanie Srbljanović, w: Obywatel, 2004, nr 5;
- Wiara i rozum na podstawie dzieła Fiodora Dostojewskiego, w: Przegląd Powszechny, 2003, nr 9;
- Wieniec z samych słoneczników. Szkic o Sauterze i Studlarze, w: Obywatel, 2006, nr 3;
- Więcej światła!. Szkic o Wasiliju Sigariewie, w: Obywatel, 2005, nr 1;
- Wokół Fiodora Dostojewskiego: Rosja i Europa, w: Kartki, 2002, nr 28;
- Wolność odpowiedzialna i wolność absolutna: przyczynek do koncepcji dobra i zła w filozofii Fiodora Dostojewskiego, w: Edukacja Filozoficzna, 2003, vol. 35;
- Woody Allen – skrzypce Ingresa, w: Lewą Nogą, 2004, nr 16;
- Wsadza nóż między jej nogi. Szkic o Wernerze Schwabie, w: Obywatel, 2005, nr 2;
- Z lunetą na dachu o Krzysztofie Kieślowskim, w: Obywatel, 2004, nr 5.

### O książkach Jacka Uglika
- Czesław Markiewicz, Niezmiennie przeciw, "Puls" 2005, nr 12.
- Paweł Gołoburda, Jeszcze nie całkiem umarły, "Lampa" 2005, nr 12.
- Agata Wąsacz, W świecie rozbicia i rozkładu, "Akant" 2006, nr 11.
- Łukasz Badula, Jeszcze nie całkiem umarły, "Arte" 2006, nr 2.
- Jacek Stramik, Jeszcze nie całkiem umarły, "Pro Arte" 2006, nr 15.
- Jan Krasicki, Filozofia twórczej negacji, "Edukacja Filozoficzna" 2008, vol. 45.
- Marek Parulski, "Reszta" społeczna i wywrotowość  Wnętrza, [w:] idem, Podglądarka idei. Szkice filozoficzne, Olsztyn 2009.
- Bogdan Strachowski, Wokół Bakunina, "Logos i Ethos" 2009, nr 1.
- Jordi Morillas, Michała Bakunina filozofia negacji, "Mundo Eslavo" 2011, nr 10.
- Mieczysław Orski, Dostojewski, "Odra" 2015, nr 3.
- Aleksandra Berkieta, Ten przeklęty Dostojewski, "Nowe Książki" 2015, nr 6.
- Tomasz Herbich,  Герцен и концепция открытой философии, „Новая Польша” 2017, nr 5.
- Piotr W. Lorkowski, Trzeba by jakoś umrzeć, "Topos" 2018, nr 3.